# Pavel Filip
Pour les articles homonymes, voir Filip.
Pavel Filip, né le 10 avril 1966 à Pănășești (en), est un homme politique moldave, membre du Parti démocrate. Il est Premier ministre du 20 janvier 2016 au 8 juin 2019, date à laquelle Maia Sandu lui succède en étant désignée par le Parlement. Il refuse cependant de quitter son poste et provoque une crise constitutionnelle en assurant l'intérim de la présidence de la République du 9 au 11 juin 2019, après la suspension d'Igor Dodon par la Cour constitutionnelle. Il finit par démissionner le 14 juin suivant.

## Biographie
Le 18 janvier 2011, il est nommé ministre des Technologies de l'information et des Communications dans le gouvernement Filat II et le demeure dans les suivants jusqu'en janvier 2016.
Le 15 janvier 2016, il est nommé Premier ministre par le président Nicolae Timofti après l'échec de Ion Sturza d'obtenir l'investiture par le Parlement. Le 20 janvier, il est lui-même investi avec 57 voix.
Lors des élections législatives du 24 février 2019, le PAS se présente avec la Plateforme vérité et dignité (DA) dans l'alliance Acum (« maintenant ») qui termine à la troisième place en obtenant 26,84 % des voix et 26 sièges de députés. Après plus de trois mois de tractations infructueuses pour constituer un nouveau cabinet, un accord est passé le 8 juin suivant entre le PSRM et ACUM pour former un nouveau gouvernement avec Maia Sandu comme Première ministre. Le lendemain cependant, la Cour constitutionnelle conteste le processus et suspend le président Igor Dodon de ses fonctions pour les transférer au Premier ministre sortant Pavel Filip. Ce dernier annonce alors la dissolution du Parlement et de nouvelles élections pour le 6 septembre suivant. Le 11 juin, le président Dodon annule la dissolution du Parlement. Le 14 juin, Filip annonce la démission du gouvernement mais continue de réclamer des législatives anticipées.